# (1238) Predappia
(1238) Predappia es un asteroide perteneciente al cinturón de asteroides descubierto por Luigi Volta desde el Observatorio Astronómico de Turín, Italia, el 4 de febrero de 1932.

## Designación y nombre
Predappia se designó al principio como 1932 CA.
Más adelante fue nombrado por la localidad italiana de Predappio.